# Philippe-Armand de Bonneval
Pour les articles homonymes, voir de Bonneval.
Philippe-Armand, comte de Bonneval dit Bonneval-Doullé (22 octobre 1773, Farges-Allichamps - 22 juin 1840, Bourges), était un aristocrate et un homme politique français.

## Biographie

### Origines et jeunesse
Il est issu d'une famille aristocratique d'origine limousine dont est issu notamment Claude Alexandre de Bonneval.
Philippe-Armand est le fils d'Armand de Bonneval (1730-1791), écuyer seigneur de Pouligny et de La Roche-Verneuil, et de Marie-Anne des Brandons (1745-1815). Il a un jeune frère, Nicolas-Joseph de Bonneval-Crécy (1775-1852).
Sous l'Ancien Régime il est page de Monsieur frère du roi, le futur Louis XVIII.
Au moment de la Révolution, ni lui ni son frère ne choisissent de partir en émigration. Il ne se mêle nullement de politique mais ses origines aristocratiques le rendent suspect durant la Terreur, ce qui lui vaut d'être incarcéré pendant quelques mois.

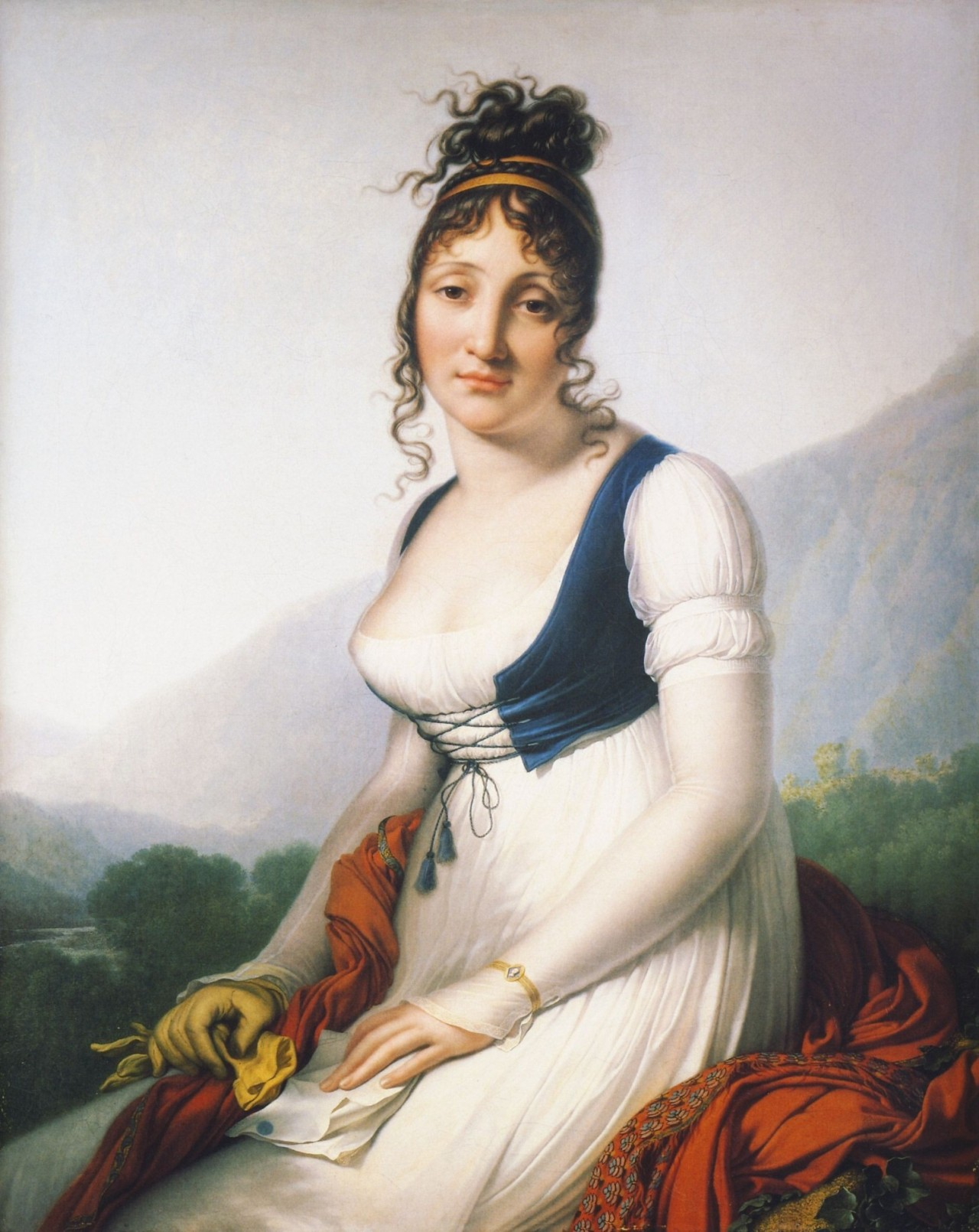
Henriette Doullé, peinte par Girodet, 1800

Le 22 frimaire an V (12 décembre 1796), il épouse Henriette Doullé (1776-1852), fille de François Jean-Baptiste, comte de la Forêt-Thaumiers. Sa femme lui apporte des terres sur la commune de Thaumiers qui devient l'épicentre de la fortune familiale.

### Notable sousNapoléon
Sous le Consulat puis aux débuts de l'Empire, le comte de Bonneval est d'une grande discrétion. Cité parmi les notables départementaux en l'an X, il est exclu de la liste des Soixante propriétaires les plus distingués du Cher, peut-être pour des motifs politiques. Demeuré royaliste, il n'a en effet aucune sympathie pour le régime napoléonien. En revanche son frère est membre de cette liste prestigieuse.
En 1810, à 37 ans, il entre enfin dans la carrière politique en devenant président du canton de Dun-sur-Auron. Il abandonne cette charge en 1813 lorsqu'il est nommé maire de Thaumiers. Ses concitoyens sont assez peu satisfaits de son administration car il passe plus de temps à Bourges que dans la commune.

### Début de sa carrière politique
C'est lors de la Restauration que Bonneval devient une personnalité politique de premier plan. Capitaine de la garde nationale de Bourges en 1814, il en devient chef de cohorte en 1816, ce qui lui vaut d'obtenir la Légion d'honneur le 8 mai 1818. La même année il devient conseiller de l'arrondissement de Saint-Amand-Montrond.
En 1823, le maire de Thaumiers succède au pair de France comte de Montalivet comme conseiller général du Cher. Il est alors une des plus puissantes personnalités locales. Bonneval jouit aussi d'une aisance matérielle très importante : en 1826, il est le plus grand contribuable du département du Cher.

### Maire de Bourges (1824-1828)
Proche du président du conseil Joseph de Villèle, via le beau-frère de celui-ci Henri de Bayssans, l'ultra-royaliste comte de Bonneval est nommé maire de Bourges le 2 octobre 1824. Il succède à Pierre Soumard démissionnaire et abandonne par conséquent la mairie de Thaumiers. Son passage à la mairie ne reste pas dans les mémoires. Cependant, il s'affirme durant cette période comme l'un des principaux chefs de file des ultras berruyers en compagnie notamment du député Claude de Bengy-Puyvallée. Son dévouement à la monarchie et au gouvernement de Charles X est en effet absolu.
C'est sous son administration que la duchesse d'Angoulême visite Bourges en juin 1826. À la même époque, la ville fait l’acquisition de l'hôtel Lallemant et de l'hôtel Cujas.

### Pair de France (1827-1830)
Sa proximité avec Villèle lui permet d'être nommé pair de France le 5 novembre 1827 dans la fournée des soixante-treize pairs promus par Charles X, afin de redonner la majorité aux ultras. Il quitte alors la mairie de Bourges, où son prédécesseur Soumard lui succède. En 1829, des lettres patentes lui confirment le titre de baron pair sur majorat.
À la chambre des pairs, Bonneval siège avec les ultras les plus extrémistes et soutient corps et âme le ministère Polignac. En 1830, il essaie d'empêcher la victoire des libéraux dans le département du Cher, sans succès. Après les Trois Glorieuses, sa proximité avec le régime déchu le prive de la pairie.

### Fin de vie
Retiré à Bourges, le comte de Bonneval demeure un des principaux animateurs du courant légitimiste, mais celui-ci est contraint à une opposition stérile. Les orléanistes dominent en effet la vie politique locale derrière le maire Mayet-Genetry.
Il décède le 14 juin 1840 à Bourges à l'âge de 66 ans.

## Postérité
Il a un fils de son mariage avec Henriette Douillé, Armand-Joseph de Bonneval (1801-1879) qui succède à son père à la mairie de Thaumiers. Celui-ci est le père d'Anatole-Fernand de Bonneval, militaire et député de l'Indre.

## Sources
- Ressources relatives à la vie publique :   - base Léonore
  - Sénat
- « Bonneval-Doullée (Philippe-Armand, comte de) », dans Adolphe Robert et Gaston Cougny, Dictionnaire des parlementaires français, Edgar Bourloton, 1889-1891 [détail de l’édition]
- Guillaume Lévêque, Grands notables du Premier Empire, Cher, Paris, 2010, Guénégaud.